# Tetrisia florigera
Tetrisia florigera är en fjärilsart som beskrevs av Walker 1867. Tetrisia florigera ingår i släktet Tetrisia och familjen nattflyn. Inga underarter finns listade i Catalogue of Life.